# Freienbessingen
Freienbessingen é um município da Alemanha localizado no distrito de Kyffhäuserkreis, estado da Turíngia.
A Erfüllende Gemeinde (português: municipalidade representante ou executante) do município de Freienbessingen é a cidade de Ebeleben.